# Mary Stuart Masterson
Mary Stuart Masterson (Los Ángeles, California, 28 de junio de 1966) es una actriz, directora, productora y guionista estadounidense.

## Biografía
Es hija del actor y director Peter Masterson y la actriz Carlyn Glynn. Precisamente, su primer rol fue junto a su padre en la película The Stepford Wives, de 1975, y a los quince años participó en la versión de Eva Le Gallienne de Alice in Wonderland. Dos años después volvió al cine con Heaven Help Us, y posteriormente estudió antropología en la Universidad de Nueva York.
En los años 1980 se caracterizó por interpretar chicas de personalidad viril, particularmente en  Some Kind of Wonderful, de 1987. Con Tomates verdes fritos (1991) y Benny & Joon (1993), quizá las películas de más éxito comercial en las que ha actuado, desempeñó roles más maduros.
En 1996 protagonizó la comedia romántica Mil ramos de rosas (Bed of Roses), junto a Christian Slater.
En 1996 también retomó la actuación en televisión, pues había intervenido en City in Fear, bajo la dirección de su padre. Otras participaciones incluyen: Gary the Rat (2003), Something the Lord Made (2004) y Law & Order: Special Victims Unit (1999). Como directora ha tenido a su cargo On The Edge (2001) y The Cake Eaters (2007), y también ha aparecido en la segunda temporada de la serie Touch (2013).

## Filmografía

### Cine
| Año                | Título                  | Personaje                   | Notas               |
| ------------------ | ----------------------- | --------------------------- | ------------------- |
| 1975               | The Stepford Wives      | Kim Eberhart                |                     |
| 1985               | Heaven Help Us          | Danni                       |                     |
| 1986               | At Close Range          | Terry                       |                     |
| 1987               | Some Kind of Wonderful  | Watts                       |                     |
| 1987               | Gardens of Stone        | Rachel Feld                 |                     |
| 1987               | My Little Girl          | Franny Bettinger            |                     |
| 1988               | Mr. North               | Elspeth Skeel               |                     |
| 1989               | El cielo se equivocó    | Miranda Jeffries            |                     |
| 1989               | Immediate Family        | Lucy Moore                  |                     |
| 1990               | Funny About Love        | Daphne Delillo              |                     |
| 1991               | Tomates verdes fritos   | Imogene "Idgie" Threadgoode |                     |
| 1992               | Mad at the Moon         | Jenny Hill                  |                     |
| 1993               | Married to It           | Nina Bishop                 |                     |
| 1993               | Benny & Joon            | Juniper "Joon" Pearl        |                     |
| 1994               | Bad Girls               | Anita Crown                 |                     |
| 1994               | Radioland Murders       | Penny Henderson             |                     |
| 1996               |                         |                             |                     |
| Bed of Roses       | Lisa Walker             |                             |                     |
| Heaven's Prisoners | Robin Gaddis            |                             |                     |
| 1997               | Dogtown                 | Dorothy Sternen             |                     |
| 1997               | The Postman             | Hope, hija del cartero      | Cameo no acreditado |
| 1998               | Digging to China        | Gwen Frankovitz             |                     |
| 1999               | The Book of Stars       | Penny McGuire               |                     |
| 1999               | The Florentine          | Vikki                       |                     |
| 2002               | West of Here            | Genevieve Anderson          |                     |
| 2002               | Leo                     | Brynne                      |                     |
| 2005               | The Sisters             | Olga Prior                  |                     |
| 2005               | Whiskey School          | G.G.                        |                     |
| 2006               | The Insurgents          | Directora                   |                     |
| 2017               | As You Are              | Karen                       |                     |
| 2018               | Skin                    | Agente Jackie Marks         |                     |
| 2019               | Daniel Isn't Real       | Claire                      |                     |
| 2023               | Five Nights at Freddy's | Tía Jane                    |                     |